# Popi Maliotaki
Popi Maliotaki (født 16. oktober 1971) er en græsk sangerinde. Maliotaki har modtaget en guldplade for sit andet album med titlen Alli Mia Fora.
Maliotaki blev født i Ierapetra, Kreta. Hun har udgivet tre album og en masse singler. Hun har samarbejdet med vigtige græske kunstnere i musikbranchen og har sunget i over 20 år. I 2008 efter stor succes med sit tredje album med titlen Popara samarbejdede hun med mobiloperatøren "Helen Q-kort" og fik udgivet telefonkort med navnet Popara efter albummet.

## Diskografi

### Album
- Aparetiti Agapi Mou (2005)[8]
- Alli Mia Fora (2006)[9]
- Popara (2008)[10]

### Singler
- "Ta Xanaleme" (2013)[11]
- "Ta Thelo Mou (2014)[12]
- "I Epityhia (2015)[13]
- "Ekanes Ti Diafora (2016)[14]
- "An M' Agapas (2016)[15]
- "De horizoun oi kardies mas (2018)[16]
- "Thema Epafis (2019)[17]
- "To Klidi Tou Feggariou (2020)[18]
- "Arga I Grigora (2021)[19]

### Videoklip
- "Me Ragises" (2005)
- "Alli Mia Fora" (2006)
- "Etsi Nomizis" (2006)
- "Popara" (2008)
- "Ta Xanaleme" (2013)
- "Ta Thelo Mou" (2014)
- "I Epitihia" (2015)
- "An M' Agapas" (2016)
- "De Horizoun Oi Kardies Mas" (2018)
- "Thema Epafis" (2019)
- "To Klidi Tou Feggariou" (2020)
- "Arga I Grigora" (2021)